# Distretto di Nole Duima
Il distretto di Nole Duima è un distretto di Panama nella comarca indigena di Ngäbe-Buglé con 14.928 abitanti al censimento 2010. Il capoluogo è Cerro Iglesias.

## Geografia antropica

### Suddivisioni amministrative
Il distretto è suddiviso in cinque comuni (corregimientos):
- Cerro Iglesias
- Hato Chamí
- Jädaberi
- Lajero
- Susama